# لوبیای هفت‌تیرکش
لوبیای قاتل (به انگلیسی Killer Bean Forever) که گاه با نام لوبیای هفت تیرکش نیز یاد می‌شود یک انیمیشن تولید شده در سال ۲۰۰۹ در ژانر اکشن به نویسندگی، کارگردانی و تهیه کنندگی جف لوو است.
این داستان از جک، با نام مستعار لوبیای قاتل می‌گوید. (در این فیلم تمام شخصیت‌ها دانه ی قهوه هستند) فیلم کوتاه این انیمیشن، قبلاً در دو سری با نام‌های «لوبیای قاتل:بازجویی» و «لوبیای قاتل۲:حزب» ساخته شده و شایعه‌ای مبنی بر برنامه‌ریزی برای بازسازی عمل زندگی، وجود دارد.جف لوو در ۶ سپتامبر ۲۰۲۰ اولین قسمت از سریال انیمیشنی لوبیای قاتل را منتشر کرد.این سریال ادامه انیمیشن لوبیای قاتل ۲۰۰۹ می باشد.

## داستان
یک مهمانی در یک انبار با صدای بلند موسیقی و حضور یک گانگستر آغاز می‌شود. در نزدیکی انبار لوبیای قاتل سعی دارد کمی بخوابد اما صدای بلند موسیقی مانع خوابیدن او می‌شود. لوبیای قاتل طی یک تماس تلفنی می‌خواهد که صدای موسیقی خاموش شود، وقتی این اتفاق نمی‌افتد او همهٔ کسانی که در انبار بودند از جمله برادرزاده کاپوچینو (رئیس باند خلافکاران)، را به قتل می‌رساند، پلیس وارد ماجرا می‌شود و کارآگاه کرامبل، در جستجوی لوبیای قاتل است. لوبیای قاتل توسط سازمان سایه مأمور می‌شود تا وگان که همکار کاپوچینو و مأمور سابق سازمان بوده را به خاطر دزدیدن اطلاعات، به قتل برساند. اما وقتی لوبیای قاتل با وگان ملاقات می‌کند، مطلع می‌شود که سازمان سایه برای قتل او هم برنامه‌ریزی کرده و یک مأمور چینی را برای کشتنش فرستاده‌اند. لوبیای قاتل به حرف‌های وگان اعتماد نمی‌کند و او را می‌کشد، سپس توسط کارآگاه کرامبل دستگیر می‌شود و به زندان می‌رود. مأمور چینی وارد صحنهٔ جرم می‌شود و از مأموران پلیس می‌شنود که لوبیای قاتل در زندان است و برای کشتن او وارد زندان می‌شود. بعد از یک درگیری سخت با لوبیای قاتل کشته می‌شود. لوبیای قاتل در آخر زنده می‌ماند و به فکر نابودی سازمان سایه است.

## شخصیت‌ها
- وگاس ای. به عنوان لوبیای قاتل، لوبیای ضد قهرمان، یک آدمکش بسیار مؤثر با طبع شوخ و خشک
- برایان سشن، یک کارآگاه و پلیس باهوش
- متی تایلر، به عنوان کاپوچینو، خدای جرم